# السقيفة (قفل شمر)

تعديل مصدري - تعديل

السقيفة هي إحدى قرى عزلة المخلاف بمديرية قفل شمر التابعة لمحافظة حجة، بلغ تعداد سكانها 146 نسمة حسب تعداد اليمن لعام 2004.